# Klub pekelného ohně

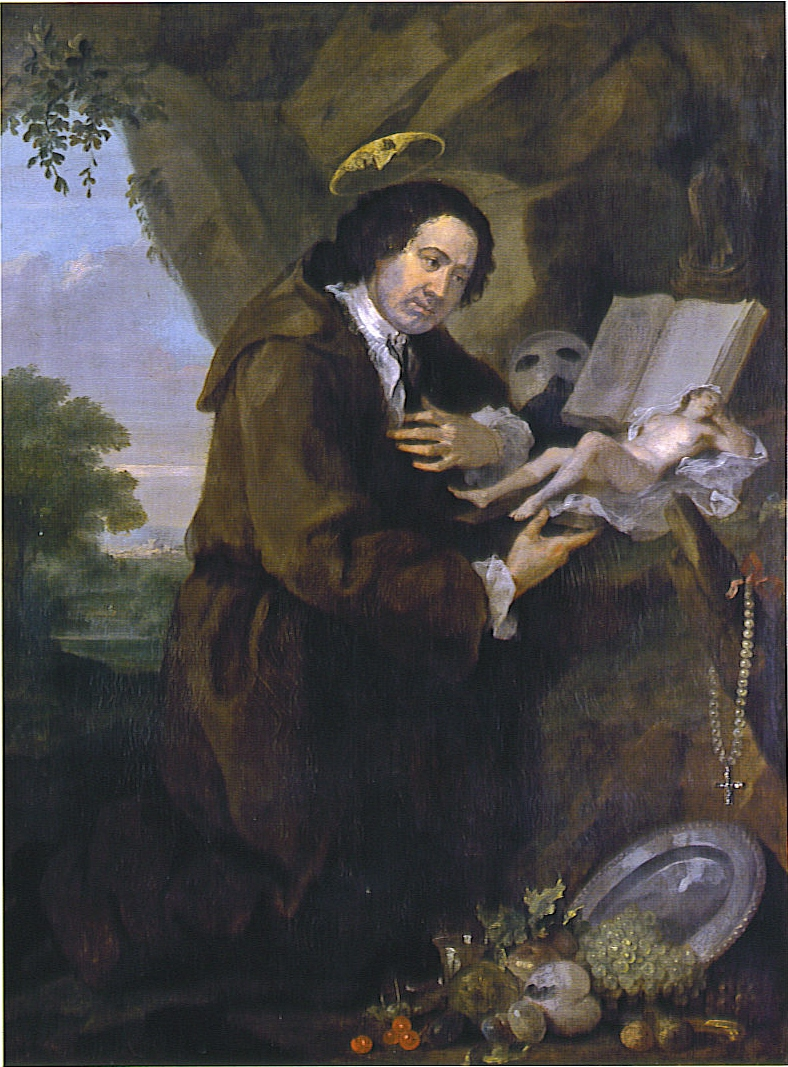
Portrét Francise Dashwooda parodující renesanční obrazy s Františkem z Assisi a na němž byla Bible nahrazena výtiskem erotické novely. Sám Francis zde má nad hlavou specifickou svatozář, skrze níž na něj hledí jeho přítel hrabě ze Sandwiche.

Roku 1749 založilo v Anglii několik vysoce postavených osob Klub Pekelného Ohně (v původním názvu Hellfire Club), jeho vedoucím byl sir Francis Dashwood. Členové klubu byli často zapojeni do politiky. Tato skupina se spojuje se satanismem. Členové klubu na schůzkách praktikovali činnosti, které byly společností vnímány jako nemorální. Hlavní náplní bylo především nezvyklé sexuální dobrodružství v tehdejší puritánské společnosti, náboženská funkce sdružení buďto nebyla vůbec nebo byla zcela minimální.[zdroj?] Motto klubu bylo Fait ce que voudras (Čiň, co chceš).